# Piazza Federico II
Piazza Federico II è una delle più importanti della città marchigiana di Jesi, in provincia di Ancona.
Sorta sul luogo dell'antico Foro romano, all'incrocio fra il Cardo e il Decumano massimi, subì vari cambiamenti durante il corso dei secoli fino a raggiungere la sua conformazione attuale tra il XVII e il XVIII secolo. Era la piazza centrale della città, luogo di rappresentanza del potere comunale, dove si svolgevano le grandi cerimonie pubbliche, sia civili che religiose, come per esempio il Palio di San Floriano, la maggiore di esse. I comuni del Contado, i Castelli di Jesi, una volta l'anno, il 4 maggio (Festa del Patrono San Floriano) erano chiamati a presentare il Palio insieme al pagamento dei tributi, in segno di sottomissione e di rispetto a Jesi.
Il 26 dicembre 1194 vi nacque Federico II di Svevia, futuro imperatore del Sacro Romano Impero, il quale concesse grandi privilegi e riconoscimenti a Jesi, conferendole il titolo di Città Regia.

## Storia e descrizione
In seguito ai numerosi scavi eseguiti sul luogo già dal 1784 (anno della ricostruzione del Convento di San Floriano), e al ritrovamento di reperti romani importanti, è accertato che qui sorgeva il Foro romano. Sul lato settentrionale ed orientale vi sorgevano un Tempio pagano, una Cisterna romana e le Terme, come ancora oggi indicato da Via Posterma (da Post Cisternam, dietro la cisterna) e Via delle Terme; su quello meridionale vi era un Teatro.
Le incursioni barbariche, seguite alla caduta dell'Impero romano, distrussero tutti gli edifici esistenti, che in seguito vennero riutilizzati come fondamenta e recupero di materiali delle nuove ricostruzioni.
Nel primo medioevo, al posto del tempio pagano, San Settimio, primo vescovo cittadino, vi iniziò la costruzione di una prima Cattedrale dedicata al Santissimo Salvatore, e poi più volte rifatta. Attorno vi sorsero subito delle case (dapprima in legno), e in seguito edifici cittadini sempre più importanti, come l'Episcopio, un convento, un Ospedale, un Seminario e palazzi nobiliari.
Il grande spazio pubblico aperto davanti al sagrato della chiesa, allora intitolato Piazza San Floriano, in onore del primo patrono di Jesi, era il luogo di svolgimento delle cerimonie cittadine.

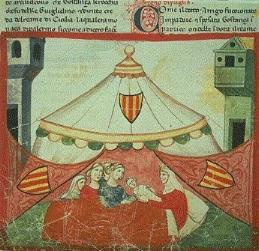
Nascita di Federico II a Jesi

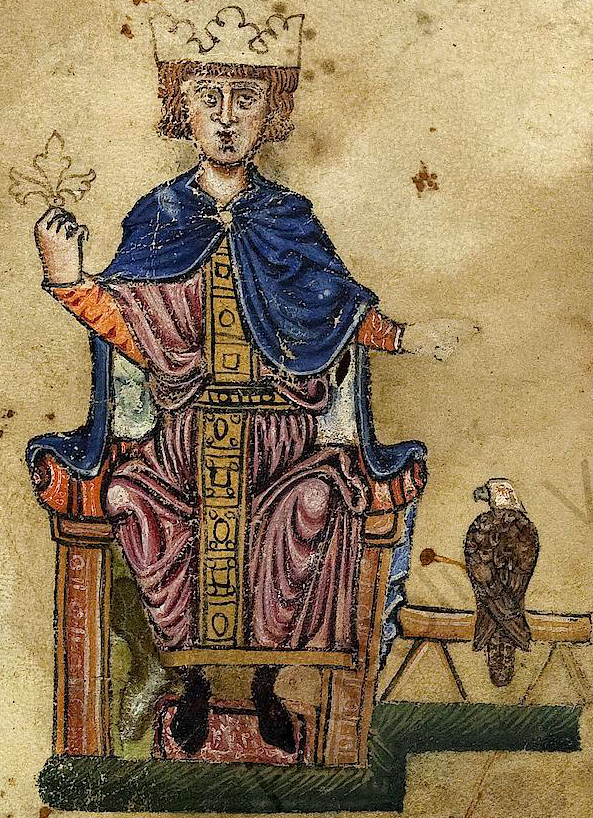
Federico II

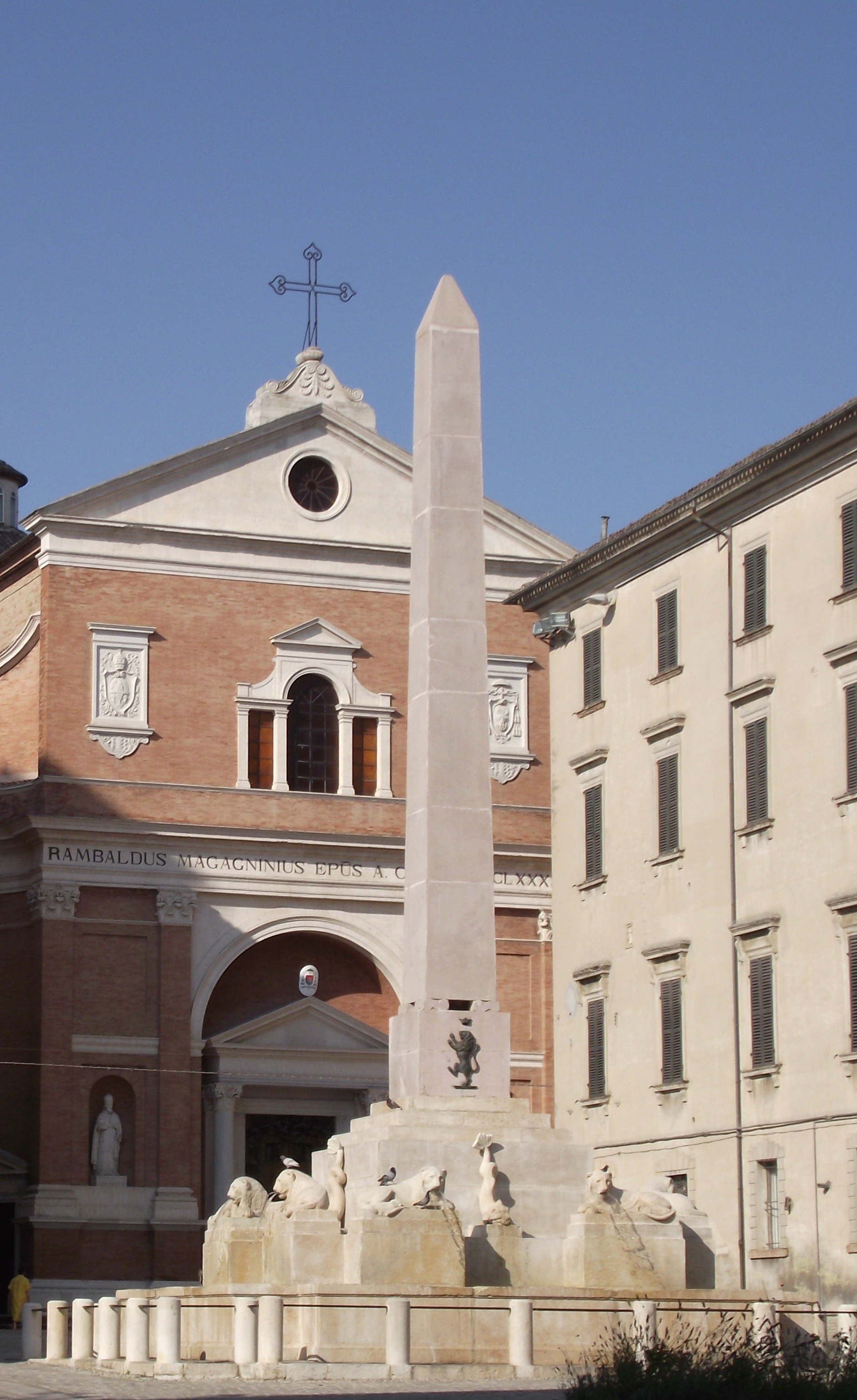
La Fontana Obelisco al centro della piazza.

Il 26 dicembre del 1194, nacque in questa piazza Federico II di Svevia, il futuro imperatore del Sacro Romano Impero. Suo padre era Enrico VI, figlio di Federico Barbarossa, e sua madre Costanza d'Altavilla, figlia di Ruggero II di Sicilia, detto Il Normanno. 
Federico II vide la luce a Jesi durante il viaggio che l'imperatrice aveva intrapreso per raggiungere Palermo dove il marito era stato appena incoronato il giorno prima (giorno di Natale), re di Sicilia. Data la sua età avanzata, nella popolazione si era un diffuso un certo scetticismo circa la gravidanza di Costanza, così fu allestito un baldacchino al centro della piazza cittadina, dove l'imperatrice partorì pubblicamente, al fine di fugare ogni dubbio sulla nascita dell'erede al trono.
Questo grande avvenimento portò in seguito a Jesi enormi privilegi. Fu infatti insignita da Federico II del titolo di Città Regia, col quale l'imperatore riconosceva e sanciva i diritti del Comune jesino sui territori sottomessi dei Castelli di Jesi, permettendo alla città di costituirsi in un autogoverno oligarchico denominato Respublica Aesina. Questi titoli furono talmente importanti che Jesi poté continuare ad esercitare il suo potere di piccola repubblica anche durante la dominazione papale.
Durante tutto il periodo della Respublica Aesina, dal XIII secolo al 1808, i Castelli di Jesi erano chiamati ogni anno il 4 maggio, Festa del patrono San Floriano, a presentare i gonfaloni, o palii, come atto di sottomissione e sudditanza alla città: il Palio di San Floriano. Questa grande cerimonia si svolgeva nella piazza centrale, allora denominata appunto Piazza San Floriano.
Alla fine del XVII secolo iniziarono imponenti lavori di ristrutturazione della piazza che portarono a radicali cambiamenti. 
Il lato sinistro, ove oggi è la chiesa di san Floriano, all'epoca era chiuso da una fila di case (dette "la Spina") che allineavano le vie Pergolesi e delle Terme. e il lato destro era molto più rientrato, allineandosi con le facciate interne (che danno sul cortile) dei due palazzi Ripanti. Il Duomo dominava al centro del lato frontale.
Nel 1679 si procedette all'abbattimento della "Spina" così da ampliare notevolmente la piazza. Successivamente, nel corso del XVIII secolo, man mano tutti gli edifici vennero rifatti. L'antica cattedrale gotica di Giorgio da Como venne ricostruita nell'edificio odierno a partire dal 1732; nel 1743 venne riedificata la chiesa di San Floriano (che vide anche il rifacimento del suo convento dal 1784); poi fu la volta del lato destro, ove il conte Emilio Ripanti aveva acquistato nel 1724 l'edificio dell'Ospedale di Santa Lucia, adiacente al suo palazzo di famiglia. Così il conte procedette alla ristrutturazione e ampliamento del suo palazzo, costruendo tutta una grande ala davanti agli edifici di proprietà che restrinsero la piazza e ne spostarono l'asse verso sinistra, portando così il duomo ad essere in parte nascosto dai palazzi e non più al centro della piazza. Le modifiche settecentesche si conclusero nel 1758 con la realizzazione da parte dell'architetto bolognese Gaetano Stegani della balaustra barocca verso la salita di Via del Fortino.
In seguito, per onorare il grande Imperatore tedesco, gli jesini decisero di intitolare la piazza a Federico II, ritenuto più consono alla tradizione ghibellina del Comune.
Nel 1949 venne portata al centro della piazza la Fontana obelisco, opera del 1844 concepita per la Piazza della Repubblica. La stessa è stata poi ricollocata sul suo sito originario nel luglio 2021 a seguito di un lascito testamentario.

## Gli edifici
La piazza di forma rettangolare si imposta su un asse centrale che va da nord-est a sud-ovest.
Al centro dominava la Fontana Obelisco, opera del 1844-45 dell'architetto jesino Raffaele Grilli; lo scultore Luigi Amici realizzò le sculture delle otto leonesse e dei quattro delfini. La fontana, concepita per la Piazza della Repubblica, ove sorge il Teatro Pergolesi, venne qui portata nel 1949. Nel 2021 la fontana è stata ricollocata nella sua ubicazione originaria.

### Lato nord-est

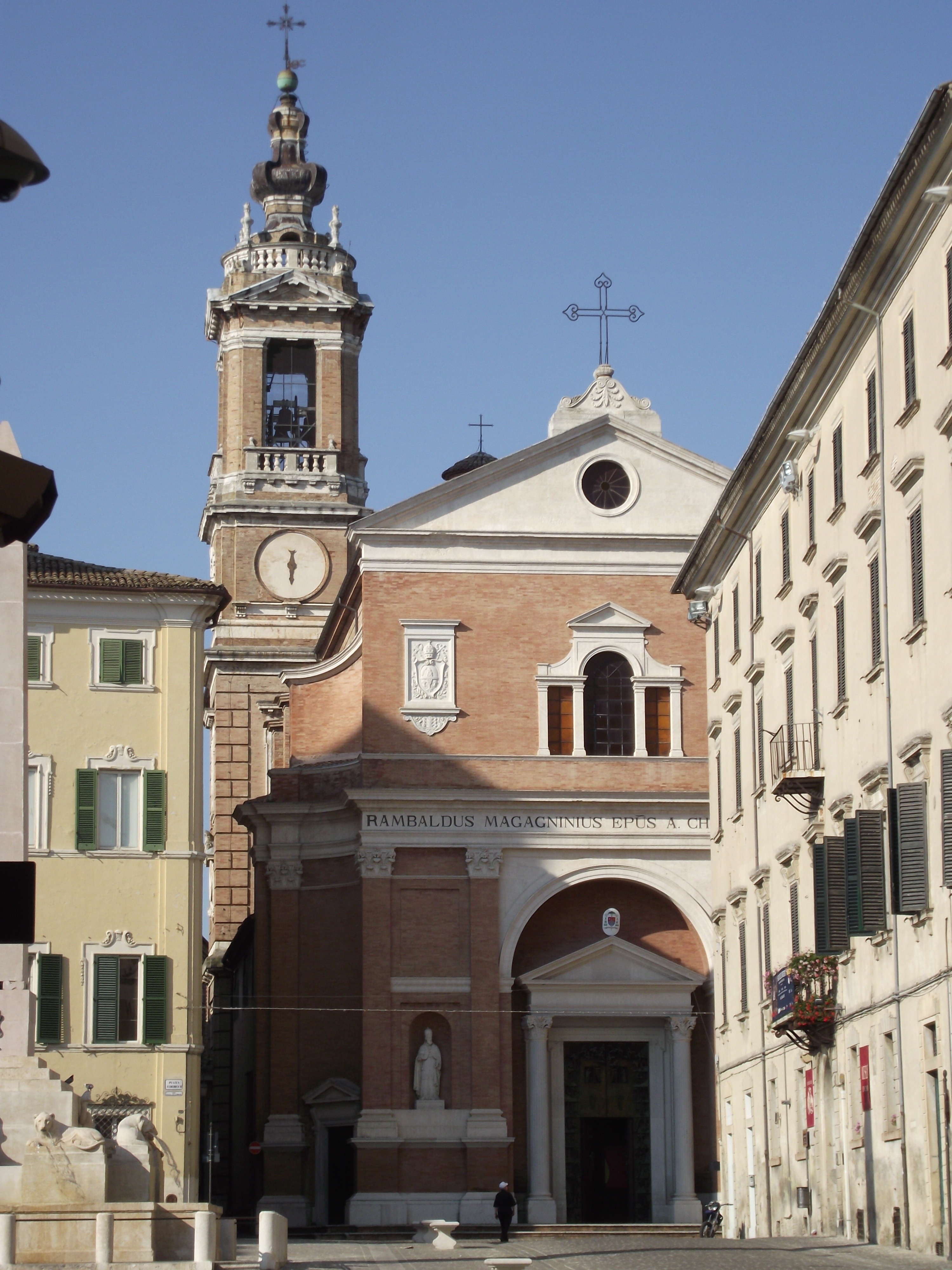
Duomo di San Settimio

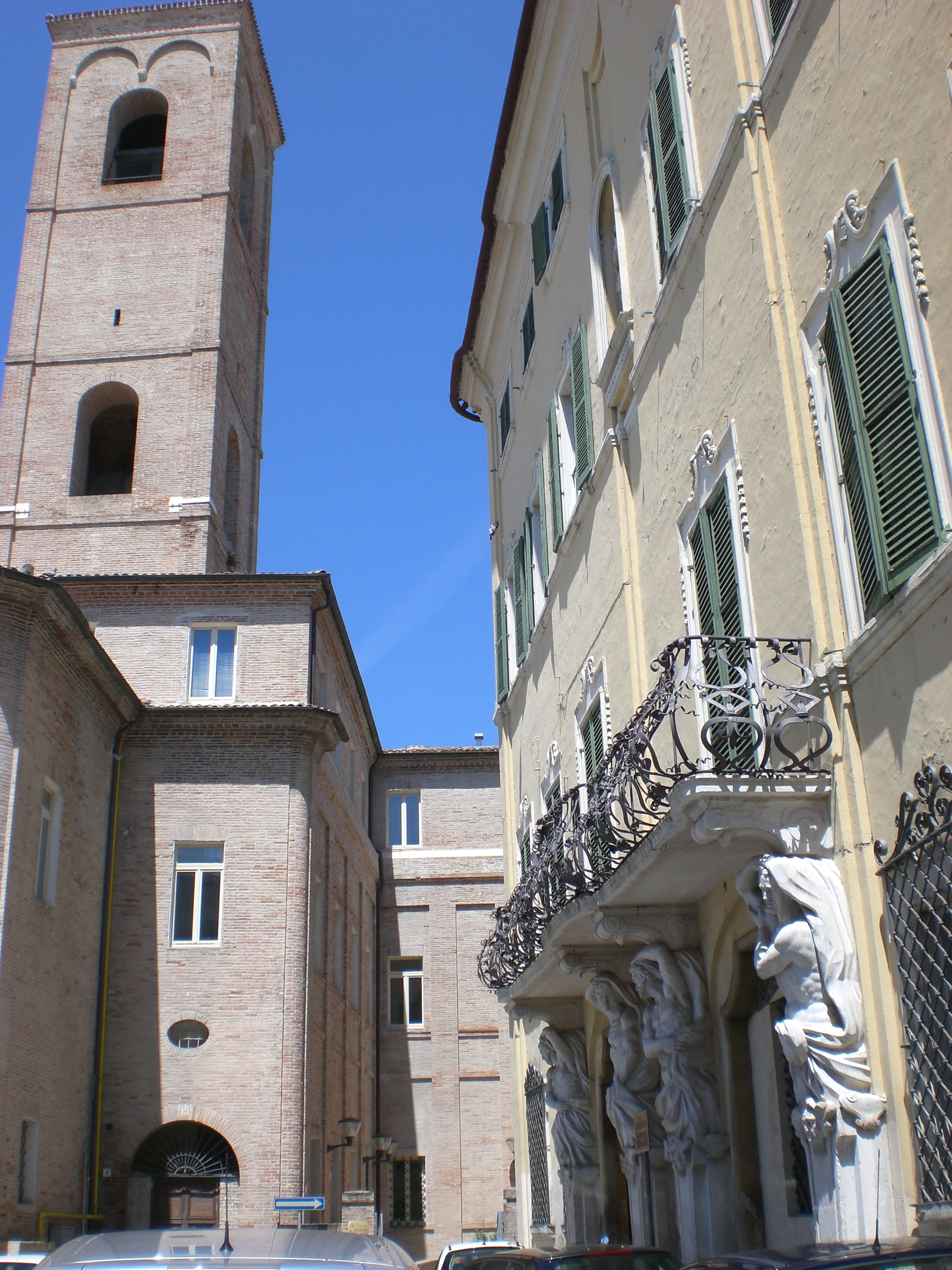
la torre duecentesca di San Floriano e Palazzo Balleani

- Duomo. Dedicato a San Settimio, fu costruito tra il XIII e il XIV secolo ad opera di Giorgio da Como, e rifatto tra il 1732 e il 1741 da Domenico Barrigioni. Della vecchia costruzione rimangono, all'interno, i due leoni-acquasantiere già facenti parte del portale della chiesa. Il campanile, che caratterizza il profilo urbano, è opera del locale Francesco Matellicani, che lo eresse nel 1782-84 ispirandosi a quello vanvitelliano del Santuario della Santa Casa di Loreto. La facciata, caratterizzata da una serliana, è stata ultimata nel 1889 su progetto di Gaetano Morichini, su iniziativa del vescovo Rambaldo Magagnini. L'interno si presenta a navata unica e cupola emisferica, secondo il gusto neoclassico dell'epoca. Durante il XVIII secolo vennero aperte molte cappelle laterali arricchite con dipinti, decorazioni e arredi liturgici volute dai nobili jesini.
- Palazzo Balleani. È un esempio di rococò locale, venne realizzato a partire dal 1720 su disegno dell'architetto romano Francesco Ferruzzi. Sull'elegante facciata, dagli spigoli arrotondati, è una caratteristica balconata rococò con ringhiera in ferro battuto sorretta da quattro possenti telamoni, realizzata nel 1723 dal ravennate Giovanni Toschini. L'interno colpisce per la ricchezza delle sale con i soffitti a padiglione dai leggerissimi e raffinati stucchi dorati su fondo bianco, eseguiti da diversi artisti, tra cui i decoratori Giuseppe Confidati, Antonio Conti, Marco d'Ancona, Orazio Mattioli e il pittore Giovanni Lanci.

### Lato nord-ovest

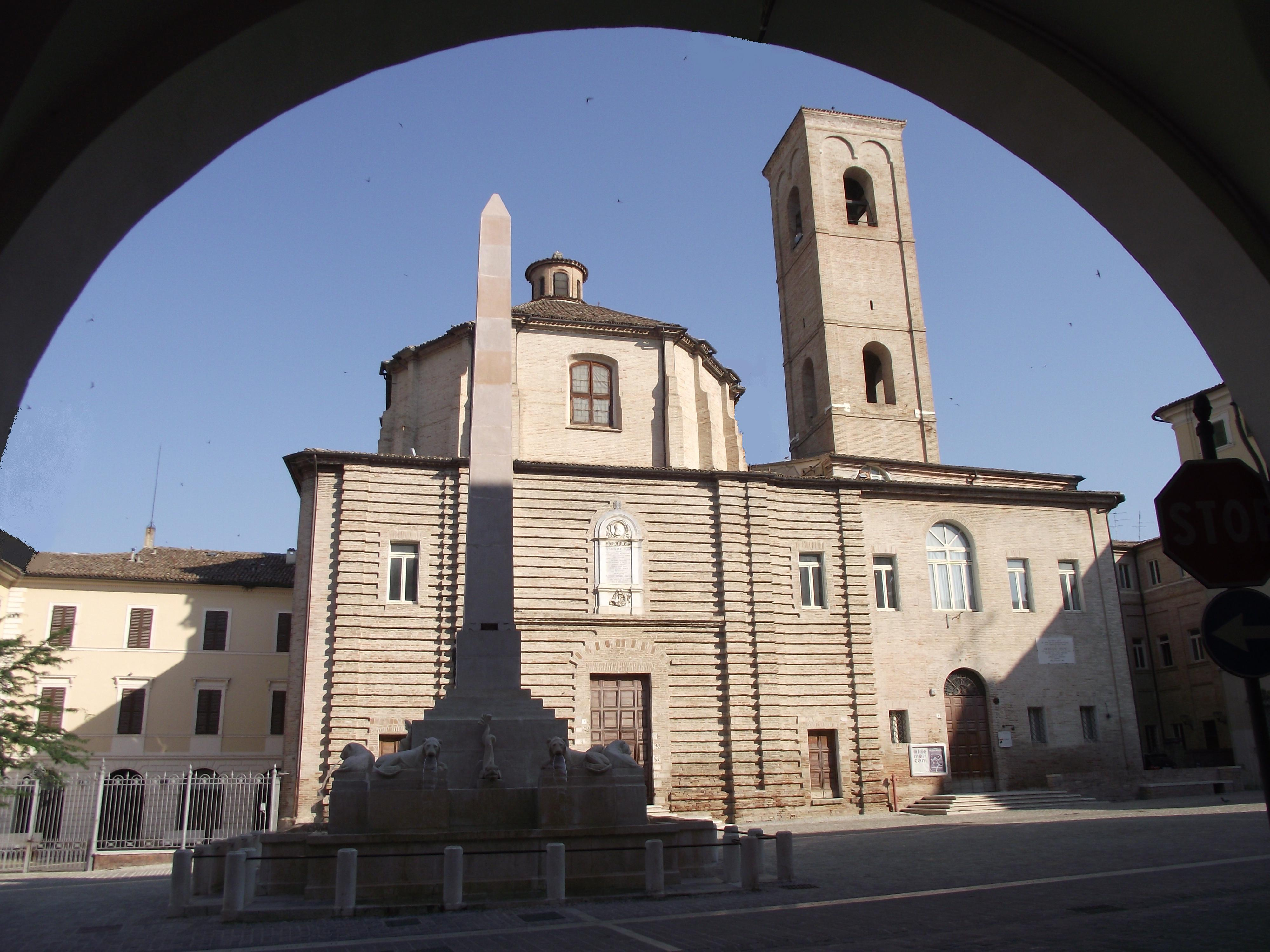
la Ex Chiesa e Convento di San Floriano, XVIII secolo

- Ex Chiesa e Convento di San Floriano. È la chiesa più importante della città sotto il profilo storico e religioso. Infatti fin dal XII secolo fu dedicata al patrono della comunità jesina e qui si svolgevano le più importanti cerimonie pubbliche tra cui, il 4 maggio, la benedizione dei Palii portati dai Castelli di Jesi. Nel 1439 venne presa in consegna dai Frati Minori Conventuali, provenienti dal convento di San Marco, che dal 1478, procedettero ad un rinnovamento interno del tempio medioevale che era a navata unica, orientato in direzione nord-sud, con ingresso sul cortile dell'attuale Palazzo Ghisleri. Negli stipiti della porta d'ingresso sono tuttora visibili alcune pietre intagliate in stile romanico della precedente chiesa medioevale. Fu allora che la planimetria venne modificata collocando l'ingresso verso la piazza, con la creazione di nuove cappelle che ben presto si arricchirono di monumenti sepolcrali ed opere d'arte, tra cui la Deposizione, la Annunciazione e la Pala di Santa Lucia di Lorenzo Lotto, realizzate tra il 1512 e il 1532 ed ora conservate nella Pinacoteca Civica assieme ai sarcofagi e ai bassorilievi che originariamente la adornavano. L'aspetto attuale è frutto del rifacimento avviato nel 1743 nel corso del quale la chiesa e il convento subirono radicali trasformazioni ad opera dell'architetto Francesco Maria Ciaraffoni che ne progettò gli interni e lo scalone. Presenta un grande tiburio e una facciata mai completata. L'interno, a pianta centrale ellittica, è tutto impostato sulla bellissima cupola a base ovale riccamente decorata di stucchi e affreschi con le Storie di san Francesco eseguiti in stile tardo-barocco dal locale Francesco Mancini a partire dal 1851. La chiesa, sconsacrata nel 1860, divenne prima sede della Biblioteca civica, poi della Pinacoteca Comunale e oggi, infine, è sede del Teatro studio Valeria Moriconi, dedicato all'attrice jesina.

- Palazzo Ghislieri Nuovo. Sorge sulle fondamenta dell'originaria residenza medievale dei conti Ghislieri, una delle più antiche e nobili famiglie cittadine, di origine bolognese arrivati in città agli inizi dell'XI secolo. Nel XV secolo, con la ristrutturazione della cinta muraria, il Fortino San Floriano (oggi Porta Garibaldi) venne avanzato e tutta l'area della chiesa di San Floriano, quindi il palazzo, venne trasformata. Fu nel 1837 che l'architetto locale Raffaele Grilli diede alla residenza l'aspetto attuale, con facciata principale sulla corte chiusa da una corte cancellata e interni neoclassici dai soffitti a stucchi bicromi e pitture allegoriche.

### Lato sud-ovest

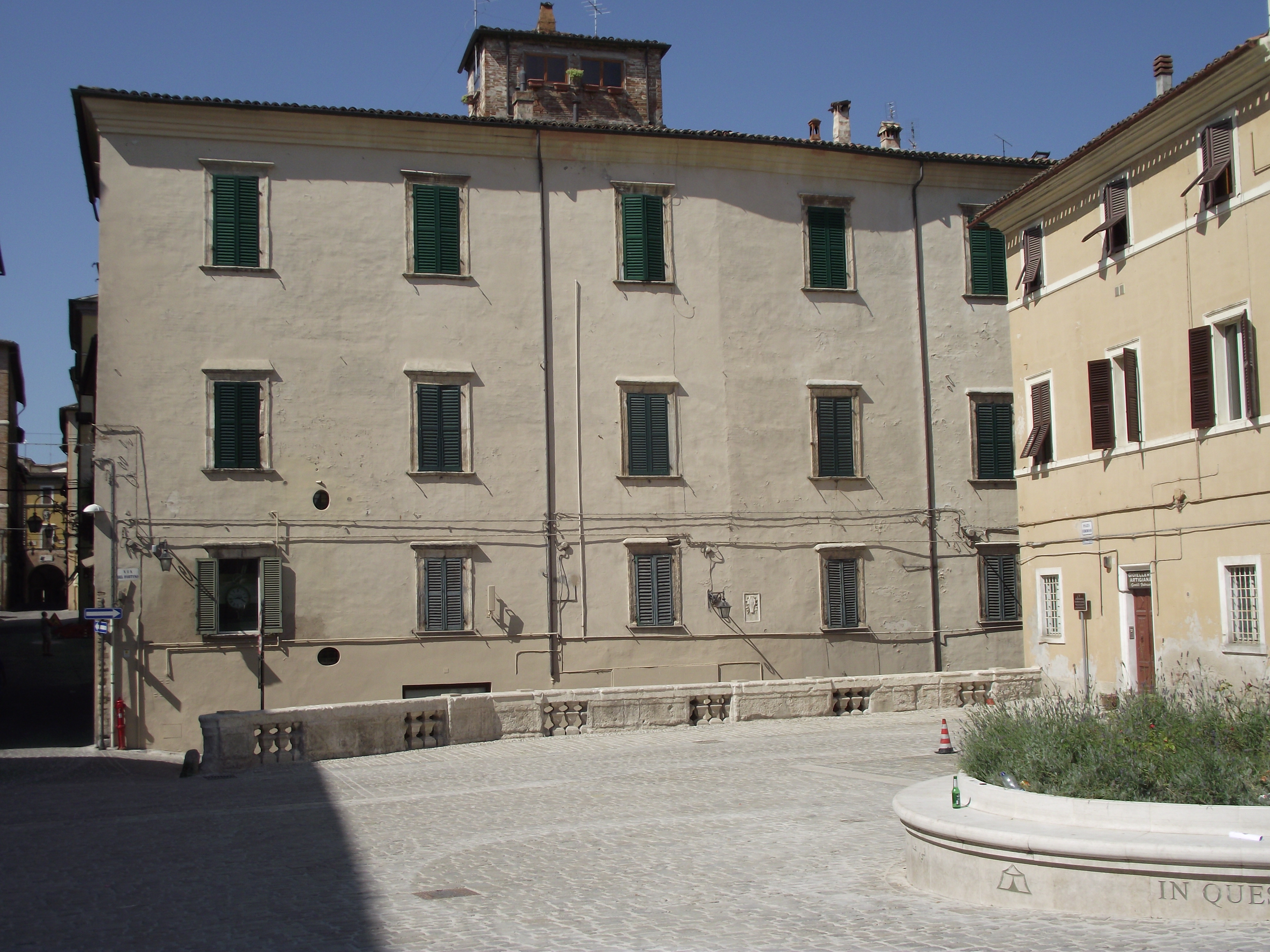
Palazzo Ghislieri Vecchio e la balaustra

- Palazzo Ghislieri Vecchio. Dona sulla piazza la sua fronte laterale destra. Venne edificato da Gregorio Ghislieri nella fine del XV secolo su una precedente costruzione medievale fortificata. La facciata principale si apre sulla piazzetta Ghislieri, con una parete seicentesca che funge da facciata a chiudere il cortile con pozzo. Il fronte su Piazza Federico II si presenta in laterizi con due ordini di finestre dai cornicioni in pietra bianca rinascimentali.
- Palazzo Amici-Honorati. Presenta sulla piazza il suo angolo sinistro e parte del fronte laterale. È una grande residenza rinascimentale nobiliare del XVI secolo che apre la sua facciata principale su via Pergolesi. Quest'ultima è caratterizzata da un grande portale e tre ordini di belle finestre dai bei cornicioni a rilievi eseguiti intorno al 1570 da Giovanni di Gabriele da Como su disegno di Francesco di Giorgio Martini. L'interno venne modificato nel XVIII secolo e conserva uno splendido scalone sorretto da colonne corinzie scanalate.

### Lato sud-est

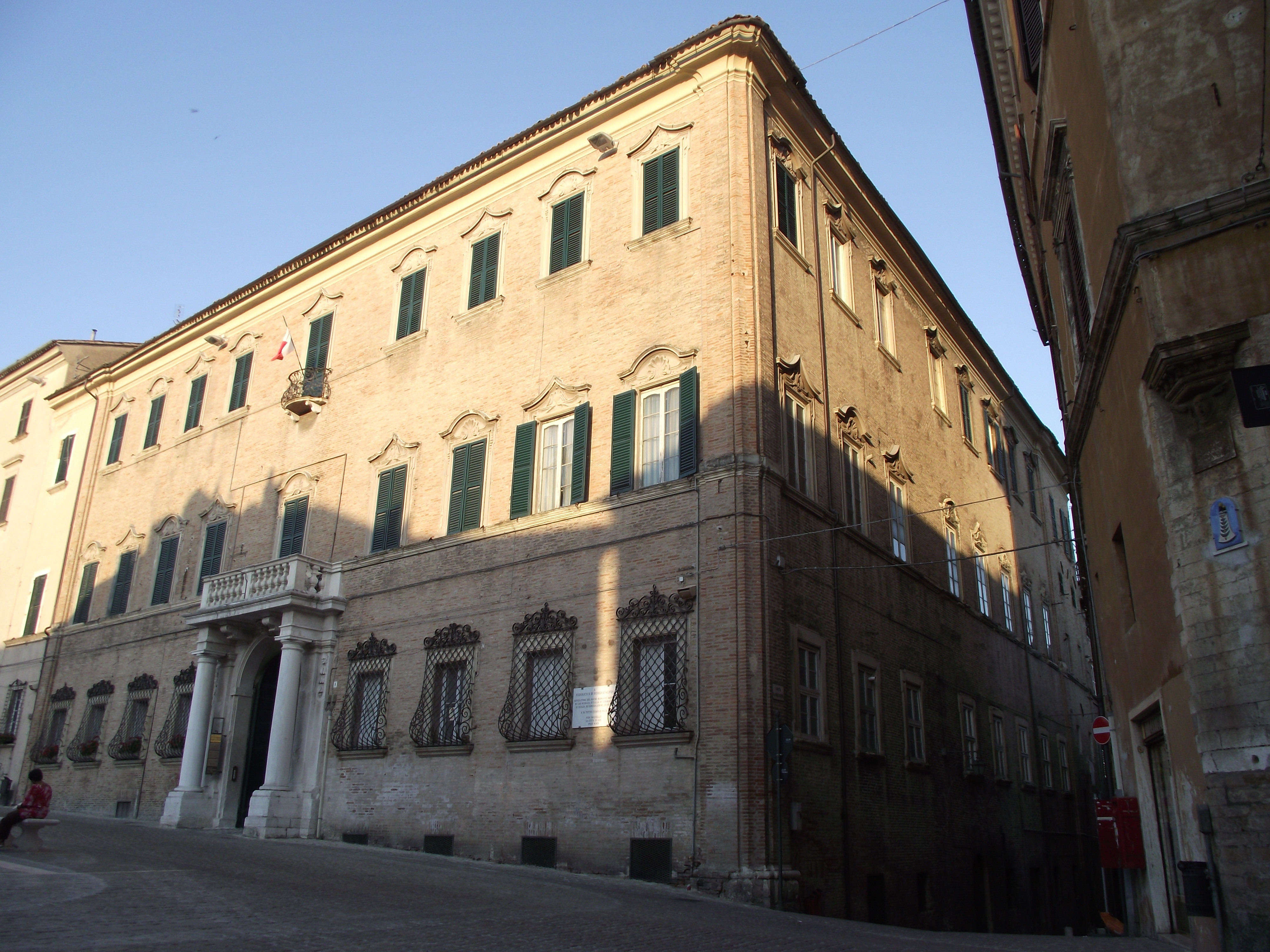
Palazzo Ripanti

- Palazzo Ripanti. Si estende per tutto questo lato di piazza Federico II e costituisce un complesso residenziale tra i più vasti della città. Il nucleo originale, del XV secolo, è la facciata dell'ala oltre la corte interna. Nel 1724 il conte Emilio Ripanti acquista dai conti Grizi il palazzo adiacente, verso il Duomo, già (fino al 1601) Ospedale di Santa Lucia[5]. Con la ristrutturazione settecentesca della piazza i Ripanti saldarono i due palazzi e avanzarono tutta la costruzione creando due cortili interni e causando la parziale celatura della facciata del duomo. L'ex ospedale mantenne la sua facciata originale, oggi nella corte interna, e vi fu ricavato al suo interno un nuovo scalone, il teatro e le sale decorate da Domenico Valeri. L'altro palazzo venne ampiamente ristrutturato su progetto di Andrea Vici. Il prospetto sulla piazza, in stile tardo-barocco, è munito di un imponente portale con balcone sorretto da due colonne e presenta tre ordini di finestre con cornicioni ornati alternativamente da emblemi della conchiglia, del sole nascente e dell'aquila (questi ultimi due compaiono anche nello stemma di famiglia). All'interno un androne a colonne binate introduce alla corte interna e a uno scalone monumentale decorato con statue dello scultore Gioacchino Varlé giunto nelle Marche a seguito del Vanvitelli. I saloni del piano nobile presentano grandi soffitti a padiglioni con raffinati ed eleganti stucchi rococò. La famiglia Ripanti, di antico e nobile blasone, ebbe famosi giureconsulti, scrittori e prelati. Divenuti marchesi, si estinsero nella seconda metà del XIX secolo e il palazzo passò allora alla Curia vescovile che lo adibì prima a Seminario diocesano e attualmente a sede del Museo diocesano.